# Hallsberg (Gemeinde)
Koordinaten: 59° 4′ N, 15° 7′ O

Hallsberg ist eine Gemeinde (schwedisch kommun) in der schwedischen Provinz Örebro län und der historischen Provinz Närke. Der Hauptort der Gemeinde ist Hallsberg.

## Geschichte
Die Tarstaborg ist eine vorzeitliche Fornborg auf dem namengebenden Berg zwischen Sköllersta und Pålsboda in Hallsberg.

## Orte
Folgende Orte sind Ortschaften (tätorter; in Klammern die Einwohnerzahl 2017):
| - Hallsberg (8.409) - Hjortkvarn (243) - Östansjö (835) | - Pålsboda (1.668) - Sköllersta (1.091) - Vretstorp (895) |

- Långängen ist seit 2010 ein Ortsteil von Hallsberg. Der Ort hatte 1980 etwa 1000 Einwohner.

## Städtepartnerschaften
Partnerstädte (vänorter) Hallsbergs sind Gifhorn im Niedersachsen (Deutschland) und Jajce in Bosnien und Herzegowina.